# Decora lux aeternitatis auream
Decora lux aeternitatis auream (ili kraće Decora lux) je himan katoličke liturgijske tradicije u čast apostola Petra i Pavla te obilježava njihovo mučeništvo u ime vjere.
Skladba se pripisuje Elpisi, ženi latinskog filozofa Severina Boetija, koja je umrla oko 493. godine. Drugi izvori identificiraju autora kao Paulina iz Akvileje, koji je umro 802. godine. Izvorni tekst znatno je izmijenjen u reviziji Rimskog brevijara 1632. godine od pape Urbana VIII. Prethodno je prvi stih glasio: Aurea luce et decore roseo.
Cijeli je himan podijeljen u šest strofa, uključujući doksologiju. Recitira se ili pjeva na svetkovinu svetih Petra i Pavla, 29. lipnja. 

## Tekst
| Latinski tekst | Hrvatski prijevod |
| --- | --- |
| Decora lux æternitatis, auream Diem beatis irrigavit ignibus, Apostolorum quæ coronat Principes, Reisque in astra liberam pandit viam. Mundi Magister, atque cœli Janitor, Romæ parentes, arbitrique Gentium, Per ensis ille, hic per crucis victor necem Vitæ senatum laureati possident. Beate Pastor Petre, clemens accipe Voces precantum, criminumque vincula Verbo resolve, cui potestas tradita, Aperire terris cœlum, apertum claudere. Egregie Doctor Paule, mores instrue, Et nostra tecum pectora in cœlum trahe; Velata dum meridiem cernat fides, Et solis instar sola regnet caritas. O Roma felix, quæ duorum Principum Es consecrata glorioso sanguine Horum cruore purpurata ceteras Excellis orbis una pulchritudines. Sit Trinitati sempiterna gloria, Honor, potestas, atque jubilatio, In unitate quae gubernat omnia, Per universa aeternitatis sæcula. | Krasote puno rajsko svjetlo vječito Natopilo je sjajem sreće znatni dan, Što poglavice apostolske vjenčava I grješnicima prolaz k nebu otvara. Nebeski vratar i s njim svijeta učitelj, Ti oci Rima, suci sviju naroda, U vijeću rajskom sjede s lovor vijencima, Na križu prvi, mačem drugi pobijedi. Čuj milostivo, Petre, blažen pastiru, Što molimo te, pa nam grijeha okove Odriješi riječju kad ti vlast je predana, Da zemlji nebo otvaraš i zatvaraš. Naučitelju Pavle, živjet uči nas, I vuci srca naša u raj sa sobom, Dok vjera gleda svjetlo iza vela svog, A kao sunce samo ljubav kraljuje. O blažen Rime, štono te posvetila Vladara ovih dvaju krvca preslavna: U grimizu se njezinu rumeneći Ljepote svijeta svega sam nadilaziš. Nek bude slava vječna s čašću, štovanjem I s radosnicom pjesmom Trojstvu Presevetom, Što u jedinstvu svakim stvorom upravlja Po svem kolikom nizu vječnih vjekova. Amen. |

### Knjige
- Pavelić, Milan. 1945. Crkveni himni. Naklada „Glasnika Srca Isusova”. Zagreb.